# Дендропитек
Дендропитек (лат. Dendropithecus) — вымерший род обезьян Восточной Африки, где его представители обитали 15—20 млн лет назад. Может быть предком современных гиббонов, которых напоминает своим внешним видом.
Семейство Dendropithecidae иногда возводят в ранг надсемейства Dendropithecoidea. 
Дендропитек был стройным животным размером примерно 60 см. Судя по строению конечностей, он был способен к брахиации, раскачиваясь на руках между деревьями, но не столь эффективно, как это делают современные гиббоны. Зубы были приспособлены к такой же пище, как и у гиббонов, к плодам, мягким листьям и цветам.